# Aleksandr Sjustov
Aleksandr Andrejevitj Sjustov (ryska: Александр Андреевич Шустов), född den 29 juni 1984 i Qaraghandy, är en rysk friidrottare som tävlar i höjdhopp.
Sjustov är 1.88 cm lång och väger 80 kg.

## Personliga rekord
- Höjdhopp utomhus - 2,36 meter 23 juli 2011  i Tjeboksary
- Höjdhopp inomhus - 2,34 meter 5 mars 2011 i Paris